# Zelená Hora
Zelená Hora là một làng thuộc huyện Vyškov, vùng Jihomoravský, Cộng hòa Séc.